# مشروع موجاف للطاقة

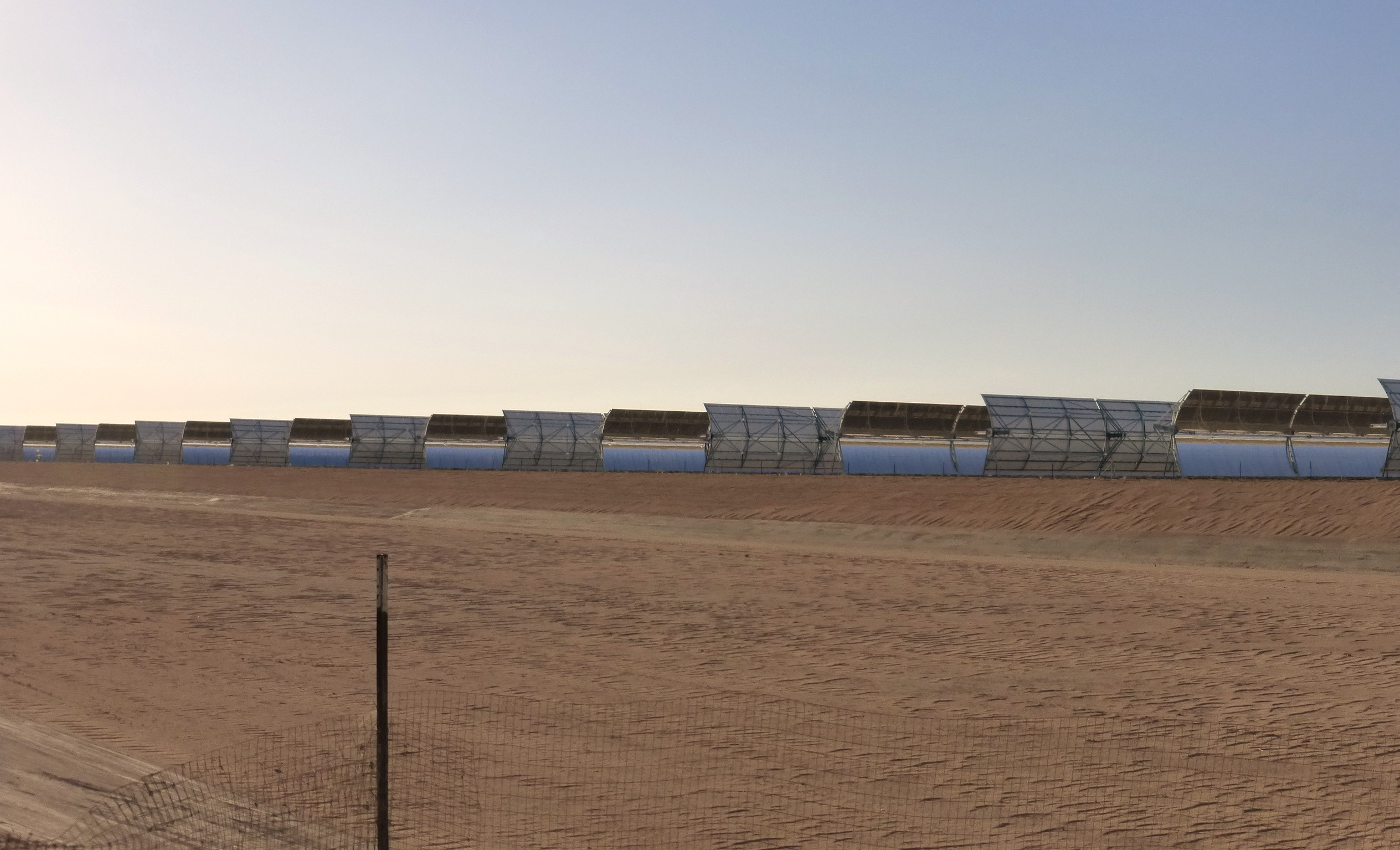
المرايا المستطيلة المقعرة

مشروع موجاف للطاقة الشمسية  (بالإنجليزية: Mojave Solar Project)‏ هي محطة لتوليد الكهرباء من الطاقة الشمسية في صحراء موجاف في كاليفورنيا بالقرب من مدينة بارستو. المحطة تعمل بمريا مقعرة تعمل على تركيز أشعة الشمس واستخلاص الحرارة منها. تقع المحطة بالقرب من بحيرة هاربر ومن أنظمة توليد الطاقة الشمسية المسماة SEGS VIII–IX solar plant.
كانت المنطقة مخصصة أصلا لمحطتي SEGS IX و XII التي لم يتم بنائهما. وعندما بنيت محطة موجاف في عام 1990 كانت هي أكبر محطة لتوليد الكهرباء من الطاقة الشمسية للاستخدام الصناعي والتجاري في العالم، حيث كانت تولد 160 ميجاواط. وهي واحدة من ثلاثة محطات تمتلكهم شركة واحدة يقعون في حيز 40 ميل عن بعضهم البعض، ويشكلون تسعة حجول لنظام توليد الكهرباء من الاشعة الشمسية (SEGS #1 و2 عند «داجت» Daggett، و #3 حتى 7 عند رابطة كرامر Kramer Junction). وكانت بحيرة هاربر هي الأخيرة في تلك البنية، وهي تسمى SEGS #8 و9. وهي لا تزال تعمل ولكن قدرتها قد تعدتها محطات أخرى أجد منها، من ضمنها مشروع موجاف للطاقة الشمسية MSP .

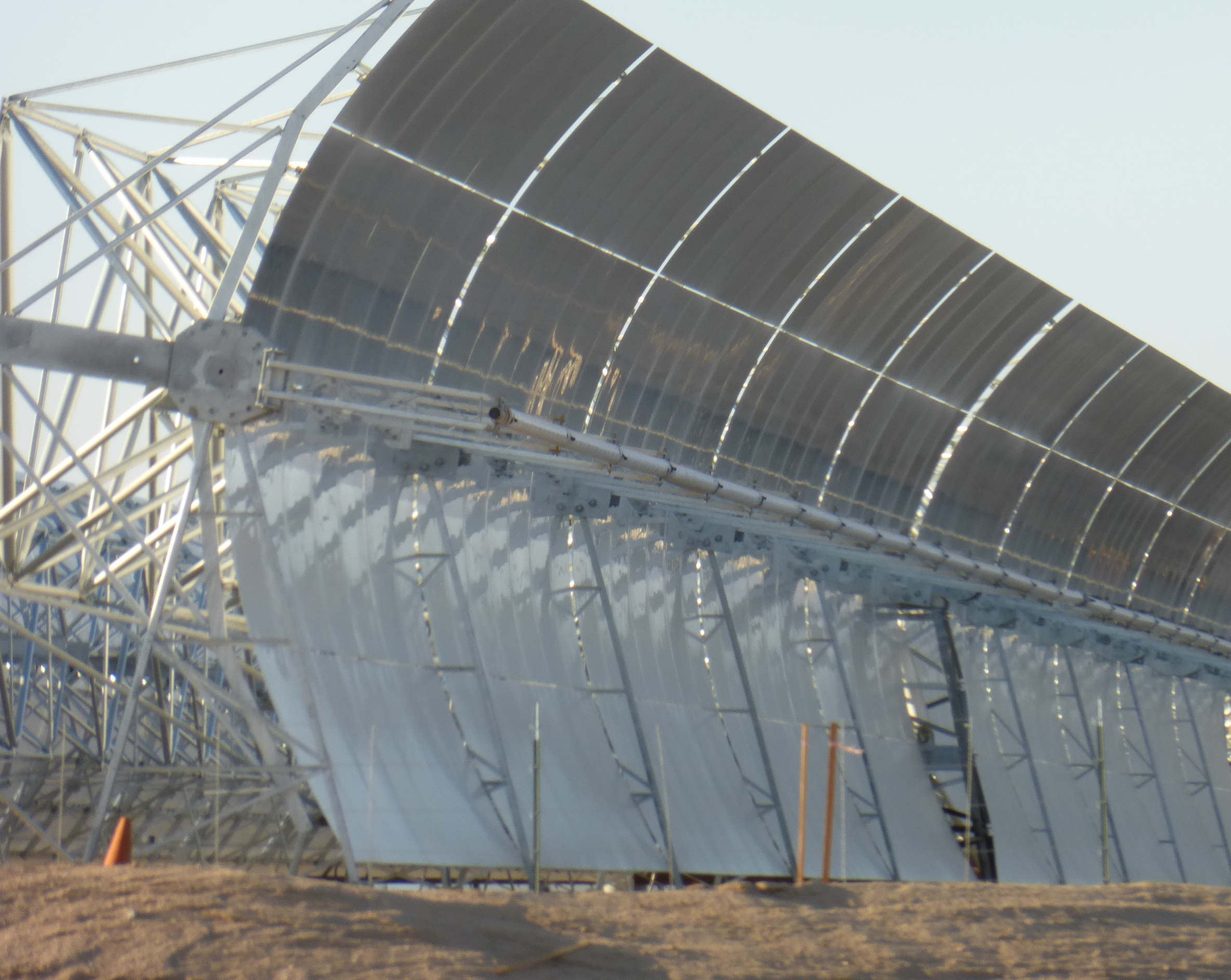
مرآة نصف اسطوانية مقعرة في حقل لوكهارد بالقرب من بحيرة هاربر ، كاليفورنيا.

تبلغ قدرة مجموعة موجاف للطاقة 280 ميجاواط بقدرة فعلية تصل إلى 250 ميجاواط، وهي تتكون من حقلين يعمل كل منهما بمفرده، مستغنيا عن الآخر. تكلف المشروع 6و1 مليار دولار أمريكي وبدأ التشغيل في ديسمبر 2014. استطاعت شركة «أبنتغوا سولار» Abengoa Solar الحصول على عقد من الحكومة الأمريكية مقداره 2و1 مليار دولار أمريكي للمشروع.
ومن المتوقع أن ينتج المشروع 617.000 ميجاواط ساعي من الطاقة سنويا، وهي كمية تكفي لمد 88.000 بيت بالطاقة الكهربائية من دون انبعاثات لغاز ثاني أكسيد الكربون. أي أنها ستوفر حرق كمية من الفحم تنتج 430 ألف طن من ثاني أكسيد الكربون CO2 كل سنة. وقد وافقت شركة باسيفيك جاس أند إلكتريك على شراء الكهرباء المنتجة لمدة 25 عام.

## اقرأ أيضا
- محطة نورا للطاقة الشمسية